# Schloss Tennenlohe

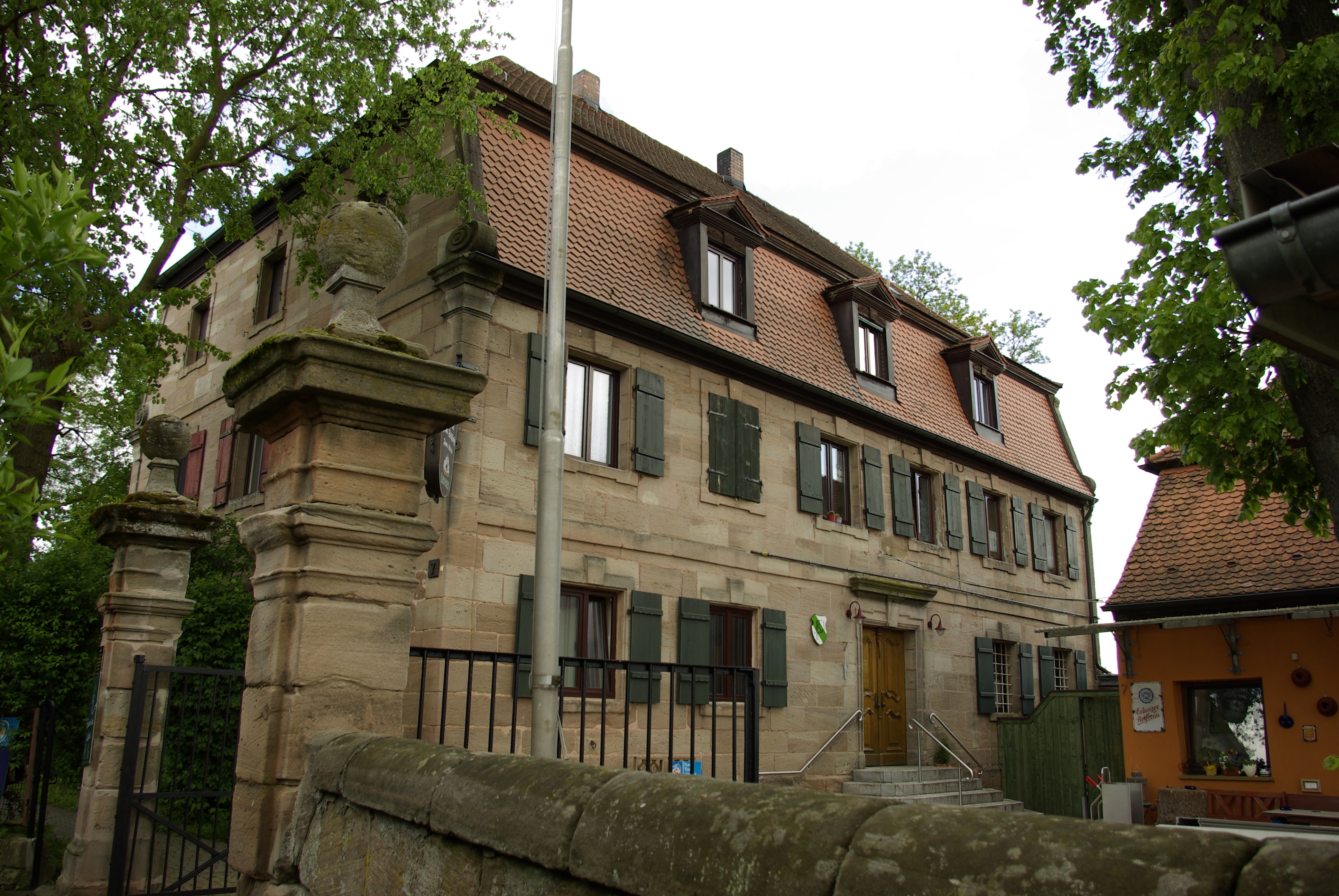
Schloss Tennenlohe

Schloss Tennenlohe ist ein ehemaliger Herrensitz in der Schlossgasse 7 im Stadtteil Tennenlohe der mittelfränkischen Stadt Erlangen.

## Geschichte

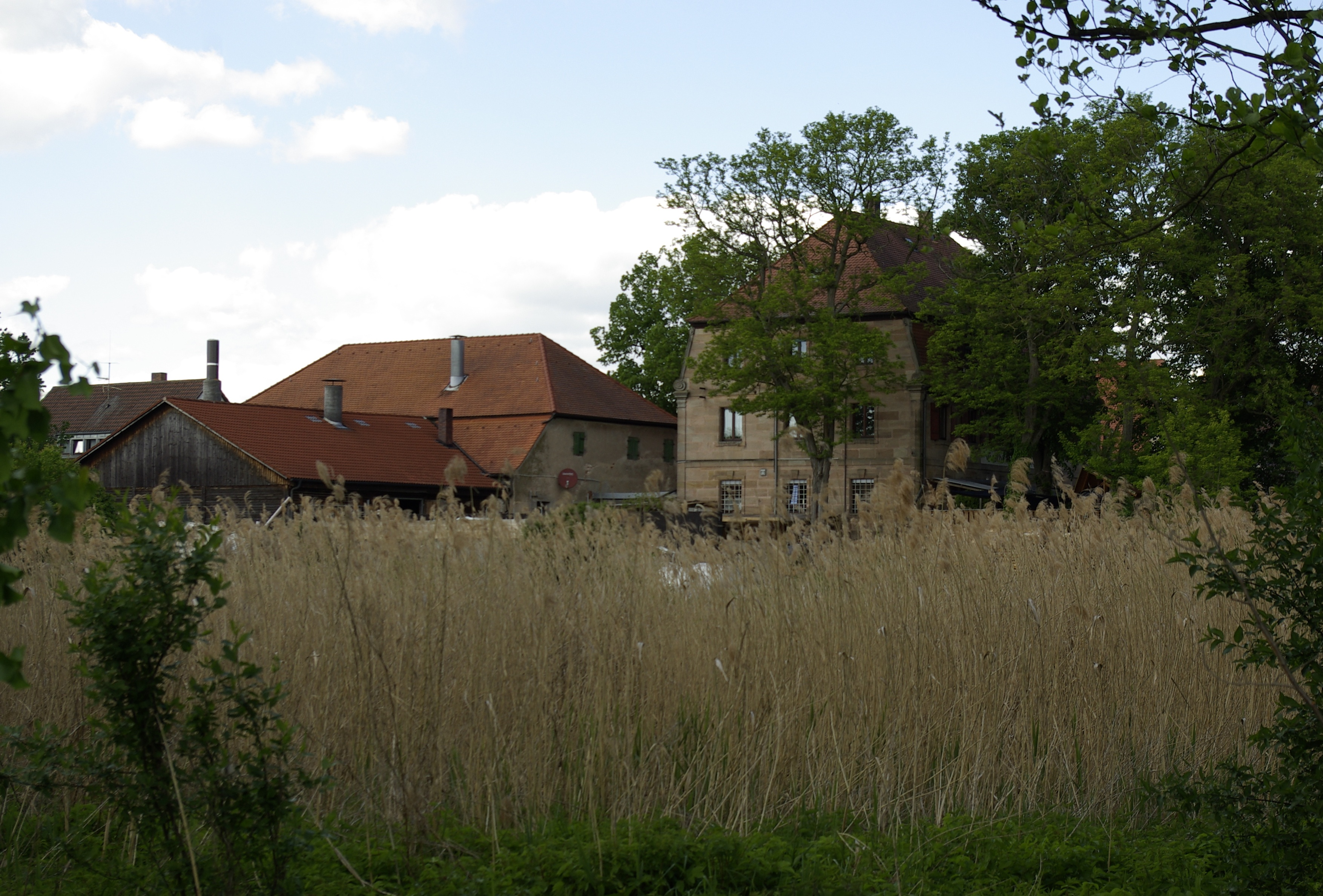
Blick über den Hutgraben zum Schloss und den angrenzenden Wirtschaftsgebäuden, 2012

Das Schloss entstand als Nachfolgeanlage der hochmittelalterlichen Burg Tennenlohe, von ihr hat sich allerdings nichts erhalten. Sie befand sich unmittelbar südwestlich des heutigen Schlosses auf einem niedrigen Geländesporn über dem Hutgraben. Das Schloss war während des 14. Jahrhunderts im Besitz der Herren von Tennenlohe und diente als deren Stammsitz. Im selben Jahrhundert kam der Sitz dann an die Herren von Brauneck aus Großgründlach. Ihnen folgte 1345 Ullrich Haller von Kalchreuth.
Während des Dreißigjährigen Krieges wurde dieser Bau zerstört, und 1690 durch die Peller von Schoppershof  durch einen Neubau ersetzt. Das Schloss kam nach dem Aussterben der Peller 1737 an die Volckamer von Kirchensittenbach, die es bis 1826 behielten. In den Jahren 1777 bis 1782 erhielt das Schloss durch Jacob Gottlieb Volckamer sein heutiges Aussehen. Seit 1860 wird der Bau als Gaststätte genutzt.

## Baubeschreibung
Das Schloss ist ein freistehender Sandsteinquaderbau mit Mansarddach, zum Eingangsportal führt eine kleine Freitreppe. Fenster und Türen zeigen heute nur einfache Schmuckelemente, die Gebäudeecken werden durch flache Pilaster betont. Die Zimmer im Erdgeschoss sowie in den oberen Stockwerken zeigen noch Stuckdekoration mit später Rocailleornamentik. In die oberen Etagen führt eine Treppe mit geschnitztem Geländer.
Zugehörig ist ein Stadel mit Mansard- und Krüppelwalmdach aus dem 18. Jahrhundert. Beide Gebäude stehen einschließlich der Sandsteinpfeiler der Einfahrt und der Schlossmauer unter Denkmalschutz.